# Hartsville (Tennessee)
Hartsville és una població dels Estats Units a l'estat de Tennessee. Segons el cens del 2000 tenia 2.395 habitants.

## Demografia
Segons el cens del 2000, Hartsville tenia 2.395 habitants, 938 habitatges, i 601 famílies. La densitat de població era de 259,8 habitants/km².
Dels 938 habitatges en un 29,1% hi vivien nens de menys de 18 anys, en un 42,2% hi vivien parelles casades, en un 18,9% dones solteres, i en un 35,9% no eren unitats familiars. En el 31,2% dels habitatges hi vivien persones soles el 13,8% de les quals corresponia a persones de 65 anys o més que vivien soles. El nombre mitjà de persones vivint en cada habitatge era de 2,38 i el nombre mitjà de persones que vivien en cada família era de 2,96.
Per edats la població es repartia de la següent manera: un 23,3% tenia menys de 18 anys, un 8,9% entre 18 i 24, un 26,1% entre 25 i 44, un 22,5% de 45 a 60 i un 19,1% 65 anys o més.
L'edat mediana era de 39 anys. Per cada 100 dones de 18 o més anys hi havia 81,2 homes.
La renda mediana per habitatge era de 26.797 $ i la renda mediana per família de 33.523 $. Els homes tenien una renda mediana de 27.232 $ mentre que les dones 21.429 $. La renda per capita de la població era de 14.226 $. Entorn del 17% de les famílies i el 19,7% de la població estaven per davall del llindar de pobresa.

## Poblacions més properes
El següent diagrama mostra les poblacions més properes.